# Sésame (Québec)
Sésame était une traduction faite au Québec de la série américaine 1, rue Sésame où les Cookie Monster, Bert, Ernie et Grover prennent les noms de Croque-Croque le monstre, Hubert, Ernest et Blaise. À ne pas confondre avec la traduction de France intitulée 1, rue Sésame.
La série débuta le dimanche 31 août 1975 à 9 h sur les ondes de Radio-Canada. Lors de sa première saison, l'émission était diffusée les samedis et dimanches. Par la suite, elle remplaça la série Bobino durant la saison estivale de 1976. La série fut également diffusée les lundis et mardis de la saison 1977-1978 à compter du 19 septembre 1977, à midi. Durant l'été 1978, la série était diffusée les lundis et vendredis à midi. Date de diffusion à compléter. 
La série a repris sur DVD entre 2005 et les années 2010.
HBO Canada n'a pas non plus diffusé Sesame Street pendant les périodes où HBO ou HBO Max détenaient les droits de première diffusion aux États-Unis, bien que Crave ait obtenu les droits de diffusion en deuxième diffusion de la série en 2022; de nouveaux épisodes de l'émission continuent d'être diffusés au Canada sur Treehouse TV de Corus avec des rediffusions diffusées sur les stations américaines PBS. La version française a une version sous-titrée, similaire au classique "Rechov Sumsum" d'Israël et la version hongroise sous-titrée pour enseigner l'anglais.

## 1975-78: Bonjour Sésame
- Luc Durand : Bert (Bart)
- Roger Joubert : Kermit the Frog (Kermitt la grenouille)
- Ronald France : Cookie Monster (Croque Croque le Monstre)
- Benoit Marleau : Big Bird, Grover, et Ernie (Ernest)
- Bernadette Morin : Prairie Dawn (Gertrude)

## 2005-2017: Sesame Street / Le Monde d’Elmo
- Inconnu : Elmo
- Patrick Préjean : Ernie (Ernest)
- Daniel Beretta : Bert (Bart)